# Atlanta Open 1974
L'Atlanta Open 1974 è stato un torneo di tennis giocato sul sintetico indoor. È stata la 4ª edizione dell'Atlanta Open, che faceva parte del World Championship Tennis 1974. Si è giocato ad Atlanta negli USA, dal 25 al 31 marzo 1974.

## Campioni

### Singolare
Dick Stockton ha battuto in finale  Jiří Hřebec con il punteggio di 6–2 6–1

### Doppio
Robert Lutz /  Stan Smith hanno battuto in finale  Brian Gottfried /  Dick Stockton con il punteggio di 6–3, 3–6, 7–6